# 아르케오글로부스 인펙투스
아르케오글로부스 인펙투스는 아르케오글로부스속에 속하는 한 종이다.